# Dixon (Montana)
Dixon es un lugar designado por el censo ubicado en el condado de Sanders en el estado estadounidense de Montana. En el Censo de 2010 tenía una población de 203 habitantes y una densidad poblacional de 11,35 personas por km².

## Geografía
Dixon se encuentra ubicado en las coordenadas 47°19′4″N 114°21′36″O / 47.31778, -114.36000. Según la Oficina del Censo de los Estados Unidos, Dixon tiene una superficie total de 17.88 km², de la cual 17.17 km² corresponden a tierra firme y (4%) 0.71 km² es agua.

## Demografía
Según el censo de 2010, había 203 personas residiendo en Dixon. La densidad de población era de 11,35 hab./km². De los 203 habitantes, Dixon estaba compuesto por el 68.97% blancos, el 0% eran afroamericanos, el 20.2% eran amerindios, el 0% eran asiáticos, el 0% eran isleños del Pacífico, el 0.49% eran de otras razas y el 10.34% pertenecían a dos o más razas. Del total de la población el 3.94% eran hispanos o latinos de cualquier raza.